# Campaña sobre la costa de Castillos
La Campaña sobre la Costa de Castillos fue una operación naval desarrollada en abril y mayo de 1828, último año de la Guerra del Brasil, destinada a apoyar una ofensiva terrestre rioplatense.

## Historia
Estabilizado el frente en el Yaguarón el general Juan Antonio Lavalleja, a cargo del ejército republicano desde la retirada del general Carlos María de Alvear decidió poner en práctica una operación militar, la única que ideó desde el comando, para avanzar sobre Río Grande del Sur en una operación que combinaría un desembarco sobre la boca de la Lagoa dos Patos con un avance de caballería por la angosta franja de tierra que separa esa laguna del mar.
La iniciativa era en extremo arriesgada. Por un lado debilitaba el frente principal, y por otro exigía una logística en extremo precisa, que garantizara un rápido y exitoso avance de la expedición. De imponerse una retirada del Yaguarón o cualquier fallo o demora en el avance, dejaría al ejército cercado por mar y tierra.
Lavalleja destinó a la operación a los mejores regimientos al mando de los coroneles José María Paz e Isidoro Suárez.
Por su parte, en el mes de marzo el gobierno argentino ordenó a Guillermo Brown disponer los medios necesarios para apoyar la iniciativa. Brown, pese a la extrema debilidad de sus recursos, ordenó a Tomás Espora proceder al alistamiento de una división. Contaría con dos naves: la 8 de Febrero (ex Januaria), tomada al enemigo en la Batalla de Juncal y la Unión. Espora asumió el mando de la primera, llevando como segundo al sargento mayor Antonio Toll mientras que el teniente de marina Guillermo Méndez comandaría la Unión.
El plan establecía que Espora establecería contacto en Santa Teresa, entre punta Castillos y el Chuy, con el comandante de las milicias de Maldonado Leonardo Olivera con quien coordinaría las subsiguientes acciones. Olivera debía unirse luego al grueso de las tropas a las órdenes del general Paz mientras Espora debía cruzar el litoral comprendido entre Castillos y Río Grande obstaculizando cualquier intento de la armada imperial de operar sobre el expuesto flanco republicano.
A las 9 de la noche del 7 de abril de 1828, Espora zarpó de Balizas Exteriores. El 10 se cañoneó con el Carioca pero consiguió evitar al grueso de la división bloqueadora y prosiguió su navegación perseguido durante 16 horas. Sin embargo, la Unión era menos velera y fue capturada por la división del comandante Sena Pereira a unas 20 millas al sur de la Isla de Lobos (Uruguay).
El 16 de abril Espora arribó a Santa Teresa y de acuerdo a sus instrucciones izó señales de reconocimiento sin obtener respuesta desde tierra. Al día siguiente las repitió y al ser contestadas envió una lancha con un oficial. Sin embargo el coronel Olivera había abandonado la plaza sin dejar instrucciones. El 18 Espora recorrió la costa hasta Castillos. Al anochecer del día 20, fue sorprendido por el Caboclo que antes de retirarse llegó a acertarle dos andanadas matándole un hombre e hiriendo a otro.
El 24, nuevamente frente a Santa Teresa, repitió sin éxito las señales de reconocimiento y a las 9 de la mañana despachó un bote al mando del capitán Raymond. Un violento temporal destrozó al bote en las rompientes, y alejó a Espora de la costa.  
Durante diez días permaneció cruzando entre Castillos y Santa Teresa. El 3 de mayo efectuó a bordo una junta de guerra, resolviéndose aproximarse a la playa y recuperar el bote, y en caso de no lograrlo poner rumbo al norte, tratar de apresar alguna nave enemiga para reponer la Unión, y volver luego para intentar dar cumplimiento a las instrucciones recibidas.
Sin poder obtener novedades, se siguió el curso de acción decidido. El 6 avistaron Río Grande y el 9 capturaron un bergantín brasileño con 7.000 arrobas de azúcar y 3.000 de café y varios cientos de rollos de tabaco, que Granville y Campbell condujeron sin novedad al puerto del Salado.
Después de internarse en el golfo de Santa Catalina, emprendieron el regreso en razón de escasear los víveres. El 25 de mayo estaban a la altura de Santa Teresa, pero la expedición ya había fracasado. Espora continuó viaje pero el 29 de mayo se encontró en aguas de Samborombón en el centro de la escuadra imperial bloqueadora al mando del capitán de fragata Juan Francisco de Oliveira Botas, fuerte en 10 buques, 129 cañones y 1.200 hombres. 
En el Combate de los Bajíos de Arregui, librado el 29 y 30 de mayo de 1828, Espora resistió hasta agotar su munición y tras conseguir evacuar su tripulación rindió la nave, ya destruida, siendo tomado prisionero.